# Municipio de Tixtla de Guerrero
El municipio de Tixtla de Guerrero es uno de los 85 municipios del estado de Guerrero, en el sur de México. Forma parte de la región Centro y su cabecera es la ciudad de Tixtla de Guerrero.

## Geografía

### Localización y extensión
Se localiza en la porción central del estado de Guerrero, en las coordenadas 17°20’ y 17°43’ de latitud norte y en los meridianos 99°15’ y 99°28’ de longitud oeste respecto al meridiano de Greenwich y forma parte del región Centro. Sus límites territoriales son al norte con el municipio de Mártir de Cuilapan, al sur con los municipios de Mochitlán y Chilpancingo de los Bravo, al oriente con Zitlala y el municipio de Chilapa de Álvarez y al poniente con Eduardo Neri y Chilpancingo de los Bravo.

### Hidrología
El principal recurso hidrológico de este municipio es la Laguna de Tixtla, esta tiene una longitud de 1,300 metros y su mayor anchura alcanza apenas los 800 m con una profundidad de apenas 2 m. Sin embargo, su importancia radica en su lecho, el cual es aprovechado para sembrar maíz, garbanzo, sandía y pepino, cosechas que se recogen totalmente a principios de mayo, debido a que durante las primeras lluvias la laguna aumenta su nivel.

### Tipos de suelo
Están formados por chernozem o negro, estepa praire o pradera con descalcificación y podzol o podzólicos, considerados benéficos para la agricultura el primero, los segundos y los últimos son aptos para la explotación ganadera.

## Demografía

### Población
De acuerdo al II Conteo de Población y Vivienda llevado a cabo en 2005 por el Instituto Nacional de Estadística y Geografía (INEGI), el municipio de Tixtla de Guerrero poseía hasta ese año un total de 37.300 habitantes, de dicha cifra, 17.928 eran hombres y 19.372 eran mujeres.

### Localidades
En el censo de 2020 el municipio de Tixtla de Guerrero contaba con 43 localidades.
| Código INEGI      | Localidad          | Población (2020) |
| ----------------- | ------------------ | ---------------- |
| 120610001         | Tixtla de Guerrero | 24 920           |
| 120610006         | Atliaca            | 6 321            |
| 120610002         | Acatempa           | 2 145            |
| 120610004         | Almolonga          | 1 284            |
| 120610019         | Zoquiapa           | 1 190            |
| 120610018         | Zacatzonapa        | 1 032            |
| 120610009         | El Durazno         | 1 015            |
| Otras localidades | Otras localidades  | 5 264            |
| Total municipal   | Total municipal    | 43 171           |

## Política y gobierno
El gobierno del municipio le corresponde al Ayuntamiento, que es electo mediante voto popular, universal, directo y secreto por un periodo de tres años no reelegible para el periodo inmediato pero si de forma no continua, el ayuntamiento entra a ejercer su cargo el día 1 de enero siguiente a la elección. El ayuntamiento se encuentra conformado por el presidente municipal, un Síndico y un cabildo integrado por ocho regidores, cuatro electos por mayoría relativa y cuatro por el principio de representación proporcional.

### Representación legislativa
Para la elección de Diputados locales al Congreso de Guerrero y de Diputados federales al Congreso de la Unión, el municipio de Tixtla de Guerrero se encuentra integrado en los siguientes distritos electorales:
Local:
- Distrito electoral local 24 de Guerrero con cabecera en la ciudad de Tixtla de Guerrero.[8]

Federal:
- Distrito electoral federal 7 de Guerrero con cabecera en la ciudad de Chilpancingo de los Bravo.[9]

### Cronología de presidentes municipales
| Período     | Presidente municipal                     |
| ----------- | ---------------------------------------- |
| 1969 - 1971 | Albino López Catalán                     |
| 1972 - 1974 | Hermenegildo Rodríguez Hernández         |
| 1975 - 1977 | Vicente Astudillo Alcaraz                |
| 1978 - 1980 | Román Catalán Bervera                    |
| 1981 - 1983 | Pascual Póctzin Martínez                 |
| 1984 - 1986 | Timoteo Valle Alcaraz                    |
| 1987 - 1989 | Julia Jiménez Alarcón                    |
| 1990 - 1993 | Hugo Cesáreo Astudillo Bello             |
| 1993 - 1996 | Edelmira Hernández Alcaraz               |
| 1996 - 1999 | J. Jesús Pastenes Hernández              |
| 1999 - 2002 | Jorge Vargas Alcaraz                     |
| 2002 - 2005 | Edgardo Astudillo Morales                |
| 2005 - 2008 | Rogelio Nava Peralta                     |
| 2009 - 2012 | Jorge Luis Campos Espíritu               |
| 2012 - 2015 | Gustavo Alfredo Alcaraz Abarca           |
| 2015 - 2018 | Hossein Nabor Guillén                    |
| 2018 - 2021 | Erika Alcaraz Sosa                       |
| 2021 - 2024 | Moisés Antonio González Cabañas          |
| 2024 - 2027 | Alberto Michi Campos (Presidente Electo) |